# Elna
Elna är en svensk kortform av det grekiska namnet Helena. Namnet har varit populärt framförallt i södra Sverige, särskilt i Skåne och Halland. 
Den 31 december 2014 fanns det totalt 5 208 kvinnor folkbokförda i Sverige med namnet Elna, varav 2 049 bar det som tilltalsnamn.
Namnsdag: saknas (1986-1992: 19 februari, 1993-2001: 31 juli). I den finlandssvenska namnsdagslängden har Elna namnsdag 10 februari sedan starten 1929, då en egen namnsdagskalender togs i bruk för finlandssvenskar, tillsammans med Elin.
ELNA är även namnet på ett företag som tillverkar symaskiner.

## Personer med namnet Elna
- Elna Gistedt, svensk skådespelare

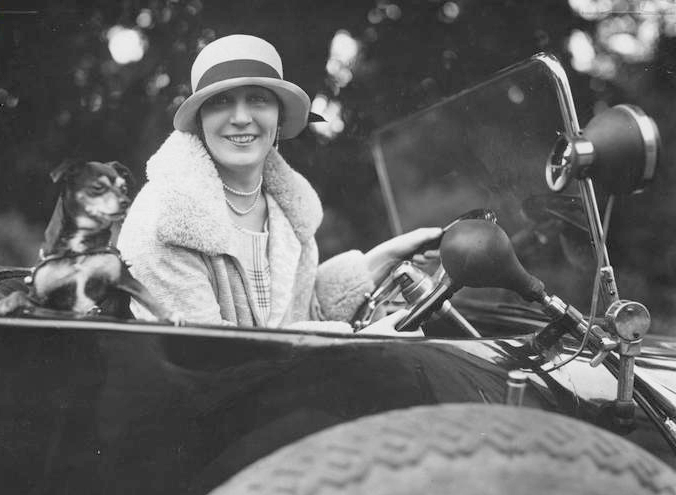
Elna Gistedt

- Elna Hallenberg Næss, norsk skådespelare
- Elna Hansson, svensk naturläkare och s.k. "klok gumma"
- Elna Jonsdotter, svensk konsthantverkare
- Elna Jubel, svensk fabrikör
- Elna Jørgen-Jensen, dansk balettdansös
- Elna Montgomery, svensk konståkare
- Elna Munch, dansk politiker och kvinnorättskämpe
- Elna Nilsson-Rydman, svensk kompositör
- Elna Nykänen Andersson, finsk journalist
- Elna Tenow, svensk författare
- Elna-Britta Wallman, svensk skådespelare